# ルワラー
ルワラー（アラビア語:الرولة）は、ヨルダンを含む、アラビア半島北部とシリア砂漠の大規模なアラブ部族である。

## 歴史
20世紀初頭に中東の国境が確定するまで、ジャウフ州とシルハン渓谷を中心とした部族だった。
ルワラーの領土は南にカスィーム州、北にダマスカスまで広がっていた、この部族は16世紀、または17世紀初頭に存在し、アニザ部族連合のダナ・マスラム支部に属していた。
ルワラーは第一次世界大戦中のオスマン帝国に対するアラブ反乱で活躍した。
部族の指導者はシャラーン家であり、近年レバノン政府やサウジアラビア王室と密接な関係を築いている。
現在、部族のほとんどは、サウジアラビア、ヨルダン、シリアで暮らしている。

### ソース
- Bidwell, Robin (2012). Dictionary of Modern Arab History – An A to Z of over 2,000 entries from 1798 to the present day. Routledge: Taylor & Francis Group. ISBN 9781136162916
- Tauber, Eliezer (2014). The Arab Movements in World War I. Taylor & Francis. ISBN 9781135199852